# 南條健助
南條 健助（なんじょう けんすけ、1969年 - ）は、日本の音声学者・言語学者・英語学者。専門は、英語音声学・英語学（音韻論・形態論・方言学・辞書学）。桃山学院大学国際教養学部准教授。学位は修士（英語学）。ジーニアス英和辞典編集委員（発音担当）。

## 来歴
公式プロフィールより
- 1969年 - 生まれ。奈良市で育つ。
- 1997年 - 甲南大学大学院人文科学研究科英語英米文学専攻博士後期課程単位取得満期退学。

　　　　　   甲南大学国際言語文化センター非常勤講師兼ねて神戸学院大学人文学部非常勤講師。
- 2000年 - 関西学院大学経済学部非常勤講師。
- 2001年 - 桃山学院大学文学部専任講師。
- 2008年 - 学部改組を経て現職。

## 研究内容
桃山学院大学公式サイトより
1. 実際の発話において生じる英語の様々な音声現象や異音の音声学的記述
2. 音声学と音韻論のインターフェイス、特に音韻構造と音声現象の関係に関する研究
3. 音韻論と形態論のインターフェイスおよびメンタル・レキシコンの内部構造に関する研究
4. アメリカ英語の発音の方言的差異と変化に関する社会音声学的研究
5. 英和辞典の発音表記の理論と実践
6. 日本語母語話者のための英語発音・リスニング指導の理論と実践

## 主な所属学会
- 日本英語音声学会（日本実践英語音声学会）
- 日本英語学会
- 日本音声学会
- 日本音韻論学会
- 日本言語学会
- 日本英文学会
- 日本英語教育史学会
- 大学英語教育学会
- 国際音声学協会 - 終身会員
- 国際音声科学会
- アメリカ言語学会
- イギリス言語学会

## 功績

### ジーニアス英和辞典

#### 第2版
1993年12月発行のジーニアス英和辞典改訂版より、南條は編集委員（発音担当）として、ジーニアス英和辞典に掲載されている単語の発音記号及びアクセントの校閲を行っている。
それまでの日本の英和辞典の発音記号に関する特徴として、脱落や同化といった、所謂「くだけた発音」が既に英語で一定の地位を獲得していたにもかかわらず、そういった発音を殆ど掲載していなかったことが挙げられるが、このような状況では、実際に聞こえる発音と辞書に掲載されている発音記号に齟齬が生じ、特にジーニアス英和辞典を利用している中学・高校英語学習者に混乱を与えることが予想できる。そこで、南條は以下の方針を提案した。
- くだけた発音や非標準的な発音を含め、実際に用いられている発音を出来るだけ詳しく表記した。
- くだけた発音を《略式》、非標準な発音を《非標準》とするスピーチレベルを設定した。

この方針は南條が初めて編集に携わった改訂版において採用されたが、勿論日本の英和辞典では初めての試みであった。

#### 第3版
第3版では、英語音声学や社会音声学に基づく最新の研究成果を基に、以下の改訂を行った。
- 特にアメリカ英語の発音表記を充実させた。
- 世間一般において非常によく用いられている発音であるにもかかわらず、大型の英和辞典や英米の英語発音辞典に掲載されていない発音も併せて掲載した。
- 実際に音声がどのように用いられているかを理解しやすくするために、用例にイントネーションや強勢など、文中での発音を「大量に」掲載した（前版比）。

なお、同年に大修館書店より出版された大型英和辞典「ジーニアス大英和辞典」の発音表記には精密表記（narrow transcription）が用いられたが、第3版の発音表記は従来からの簡略表記（broad transcription）を用いている。

#### 第4版
第4版では、第3版までの発音表記を全面的に見直し、発音記号についても、初版(1988)以来最大の改訂を行った。以下、特に重要なものを明記する。
- wh-という綴り字の発音を/w-,《米＋》hw-/とした（例：what, where, white）。
- 新たにintrusive rを併記した語が登場した（例：drawing）。

#### 第5版
第5版では、第4版において最大の改訂を行ったこともあって、比較的小規模な改訂を行った。
- 標準英国発音におけるlotやtopの母音表記について、従来の[ɔ]の代わりに、[ɒ]という発音記号を採用した。
- 他の辞典では殆ど触れられていない、日本人英語学習者がリスニングで苦手とする母音の変化を「聞こえ方」の注記として盛り込んだ。

[ɒ]は英英辞典では見られるものの、日本の英和辞典では第5版が初であった。この変更は、牧野が批判している「日本独特の発音表記方式の不備」を是正することが1番の理由である。その他にも、[ɔ]の記号が長年英語学習者に与えてきた誤解を解消するため、という理由も存在する。これによって、第5版の発音表記体系は、イギリスで出版されているすべての学習英英辞典とほぼ同じものになった。

#### 第6版
第6版も、第5版と同様に、比較的小規模な改訂を行った。
- 発音表記を見直し，英米における今日の発音の実態を正確に反映するように努めた。
- 母音・子音の基礎から近年の発音変化の過程を解説した「発音解説」を付した。

これらの改良によって、ジーニアス英和辞典が「語法のジーニアス」だけでなく、「発音のジーニアス」と言わしめるようになったことは紛れもない事実である。

## 共編著
- ジーニアス英和辞典 改訂版・第3版・第4版・第5版・第6版
- ジーニアス大英和辞典（2001年）
- ベーシックジーニアス英和辞典 第2版（2017年1月）
- プラクティカルジーニアス英和辞典（2004年11月）
- アクシスジーニアス英和辞典
- 英語音声学辞典（2005年11月）

- 英語音声学活用辞典（2004年6月）
- 英語学入門（2001年）
- 英語学―現代英語をより深く知るために
- ことばの仕組み ― 最新英語言語学入門（2005年3月）
- 音韻理論ハンドブック（2005年1月）
- 現代形態論の潮流（2005年3月）
- 英語語法文法研究の新展開（2005年10月）
- 英語研究と英語教育 (2010年）
- やさしい CNN News Digest Vol.1 - 8
- CNN ニュース・リスニング Vol.1 -
- 高等学校検定教科書「BIG DIPPER English Communication I-III」（2013年 - 2015年）

## 共訳
- 英語のイントネーション（2009年）

ユニバーシティ・カレッジ・ロンドン名誉教授であるJohn Christopher Wellsが2006年に出版したEnglish Intonationの訳書。長瀬 慶來監訳。
 English Intonationは、英語のイントネーションに関する入門レベルの書籍であり、文の意味を表すのに重要な役割を果たすイントネーションの3つの重要な機能に着眼し、英語のイントネーションがどのように機能するかについて解説している。また、言語学だけでなく、言語教育の観点からもイントネーションの解説がなされている。

## 連載
- 英語学習月刊誌「CNN English Express」
- 英語教育「Question Box」

## 論文
- 南條健助（1995）「英語における/l/の硬口蓋化と軟口蓋化」『甲南大学紀要 文学編』, (96), 180-192.
- 南條健助（1996）「弾音化再訪一削除か波及かー」上田功他編『言語探求の領域』小泉保博士古稀記念論文集， pp. 363-71.東京：大学書林．

- 南條健助（1996）「異音と音節構造の英米差と最適性理論」In Kansai Linguistic Society 16: Proceedings of the Twentieth Annual Meeting, November 1-1-12, 1995, 132-42. Mino: Kansai Linguistic Society.
- 南條健助（1996）Minimizing the lexical phonology: A phonetician's view. In Conference Handbook of the Fourteenth· National Conference of the English Linguistic Society of Japan, 16- l 7 November 1996, Kwansei Gakuin University, 121-26. Tokyo: English Linguistic· Society of Japan.
- 南條健助（1996）「英語の異音過程」音韻論研究会編「音韻研究一理論と実践」音韻論研究会創立10周年記念論文集，pp.117-20.東京：開拓社．
- 南条健助・西原哲雄（1997）.「英語における子音の脱落と添加」.『英語音声学』, (1), 355-374.
- 南條健助（1998）「英語音声学の『常識』再考」『英語音声学』2, 235-245.
- 南條健助（1998）「音声的類推か音節境界の類推か (Part3--日本音韻論学会秋季研究発表会及び公開講演会 (1997 年 11 月 22 日於・東京都立大学))」.『音韻研究』, (1), 169-176.
- 南條健助・西原哲雄（1998）「英語における子音脱落の調音的・聴覚的要因 (Part2--音韻論フォーラム 1997 (1997 年 9 月 4-6 日於・神戸大学))」.『音韻研究』, (1), 99-106.
- 南條健助（1999）「異音: 音韻論と音声学の接点 (< 特集> 音声研究と他領域のインターフェース)」音声研究, 3(1), 20-28.
- 南條健助（1999）「発音表記における音節区分について」JACET 英語辞書研究会 ワークショップ(2002 年 11 月、於青山学院大学.
- 南條健助（2000）「Withgott効果をめぐって」大阪国際大学・大阪国際大学短期大学部（編）『大阪国際大学・大阪国際大学短期大学部紀要』14 (2), 37-46.
- 南條健助（2001）「発音表記と音節構造」日本英語音声学会第 6 回全国大会 シ ンポジウム「英語発音表記の理論と実践」(2001 年 9 月、於東北学院大学)
- 南條健助（2001）「両音節性批判」『音韻研究』, (4), 65-72.
- 南條健助（2002）「アメリカ英語における母音間の/r/の発音表記について」『英語教育』 51(1), 62-64.
- 南條健助 (2003) “Consonant Lenition in English Revisited: Syllable-Based Generalizations and Cue-Based Conditions” 日本英語学会第21回大会 (2003年11月16日，於静岡県立大学) 口頭発表．
- 南條健助（2004）「音韻論の文献に見られる英語の興味ある音声事実」日本英語 音声学会(EPSJ)第９回全国大会シンポジウム「英語音声学と音韻論融合を もとめて」(2004 年６月、於関西学院大学).
- 南條健助（2010）「音声学・音韻論と発音指導」大学英語教育学会 (監) 岡田伸夫・南出康世・梅咲敦子 (編)(2010)『英語教育学大系, 8, 3-21.